# Brisighella
Brisighella (romanyol nyelven Brisighëla) település Olaszországban, Emilia-Romagna régióban, Ravenna megyében. Lakosainak száma 7173 fő (2024. január 1.). Brisighella Casola Valsenio, Castrocaro Terme e Terra del Sole, Faenza, Forlì, Marradi, Modigliana, Palazzuolo sul Senio és Riolo Terme községekkel határos.

## Népesség
A település népességének változása:
| Lakosok száma | 7629 | 7579 | 7173 |
|               | 2017 | 2018 | 2024 |